# Laroque-Timbaut
Laroque-Timbaut é uma comuna francesa na região administrativa da Nova Aquitânia, no departamento Lot-et-Garonne. Estende-se por uma área de 21,67 km². Em 2010 a comuna tinha 1 705 habitantes (densidade: 78,7 hab./km²).